# ジョン・スクワイア
ジョン・スクワイア（John Thomas Squire、1962年11月24日 - ）は、イギリス出身のギタリスト、画家。
ザ・ストーン・ローゼズのギタリストとして知られる。ローゼズ脱退後はザ・シーホーセズとして1枚のアルバムを、ソロとして2枚のアルバムを、リアム・ギャラガーとの1枚の共同アルバムを発表した。2007年以降は画家としての活動に軸足を置いている。
ジョニー・マー（ザ・スミス）と並ぶ1980年代のイギリスを代表するギタリストであり、2010年にBBCが行った過去30年で最高のギタリストを選ぶ投票では13位の票を集めた。

## 経歴

### 幼少期
ジョン・スクワイアはマンチェスター近郊の村ティンパーリーで育った。一区画先にはイアン・ブラウンが住んでいた。彼はヘイズレーン・ジュニアスクールに通った後、イレブンプラスの試験に合格してオルトリナム・グラマースクールという男子校に入学した。彼は絵がとても上手い子供だった。卒業までの2年間でスクワイアとイアン・ブラウンは深い友情を育んだ。彼らはパンク・ロックにのめりこみ、中でもザ・クラッシュに夢中だった。
彼らはサウス・トラフォード・カレッジに進学し、Oレベルの試験に合格した。彼らは揃ってギターの練習をしていたが、その殆どは独学だった。

### ザ・ストーン・ローゼズ
1980年代初頭、スクワイアとブラウンはザ・パトロールというバンドを結成した。このバンドは後にザ・ストーン・ローゼズと名前を変え、スクワイアはリード・ギタリストとして1984年から1996年までを過ごした。スクワイアとブラウンは作詞、作曲共にバンドの中心を担っていた。
ザ・ストーン・ローゼズはこの時代で最も影響力のあるバンドだった。バンドの名を冠した1989年のデビューアルバムは瞬く間にイギリスにおけるクラシックとなり、NME誌が選ぶイギリス史上最高のアルバムに選ばれた。スクワイアは全ての曲をブラウンと共作し、レコードのカバーアートを自ら手掛けた。このジャクソン・ポロック風のカバーアートは1968年の五月革命が題材だった。
1990年代半ばになると、ローゼズはブリットポップムーブメントのパイオニアとして祭り上げられた。スクワイアはそれらのバンドの殆どに嫌悪感を示し、「ケンジントンの気取ったオナニー野郎」と扱き下ろした。例外として上げられるのはオアシスで、スクワイアは彼らがネブワースで行った大コンサートに参加している。彼はこのコンサート中、「アイ・アム・ザ・ウォルラス」、「シャンペン・スーパーノヴァ」の2曲でギターを弾いた。
バンドのセカンドアルバム『セカンド・カミング』（1994年発売）はスクワイアが殆どの作曲を担当した。アルバムはレッド・ツェッペリンやオールマン・ブラザーズ・バンドを思わせる重厚なブルースロックサウンドに仕上がり、ファンの反応は賛否が分かれた。程なくしてバンドには内紛が起こり、スクワイアは1996年4月1日にバンドを脱退した。

### シーホーセズとソロ活動
スクワイアは3人の新たなメンバーを引き連れ、1996年にザ・シーホーセズを結成した。彼らは1997年のアルバム『ドゥ・イット・ユアセルフ』一枚を残して1999年に解散した。
2002年には初のソロアルバム『タイム・チェンジズ・エヴリシング』を、2004年にはエドワード・ホッパーから影響を受けたコンセプト・アルバム『マーシャルズ・ハウス』を発売した。3枚目のアルバムは録音に取り掛かったものの未だ発表はされていない。彼が録音した音源をお蔵入りさせることは1999年にも前例があった。このシーホーセズのアルバムは『マイナス・ブルー』、あるいは『モーターケイド』といったタイトルで呼ばれ、公式に発売がされないままデモ音源が流出している。

## アートワーク
音楽活動のほか、スクワイアは美術家としても知られる。1980年代、ストーン・ローゼズのレコード、ポスターのカバーアートで見られたアクション・ペインティングには、彼が受けたジャクソン・ポロックからの強い影響が見て取れる。ウォーチャイルドのチャリティオークションにはザ・ビーチ・ボーイズの曲の歌詞で埋められたサーフボードが出品された。このサーフボードは1997年のトラヴィスのシングル「U16ガールズ」と、彼らのデビューアルバム『グッド・フィーリング』のカバーアートに登場した。
2004年にはロンドン、マンチェスターの2都市で、2007年にはいずれもロンドンのスミスフィールド・ギャラリー、デイズド・ギャラリーで個展を開催した。彼はスミスフィールド・ギャラリーのオープニングに際し、音楽への諦めとストーン・ローゼズの再結成についての否定的なコメントを述べた。
2009年にはイギリスのほか、日本、オーストリアでも展覧会が開催された。東京で開催された展覧会は「ネガティブ・アフターイメージ」と銘打たれ、陰性残像を視覚的に表現した作品が並んだ。

## ディスコグラフィ

### アルバム
- タイム・チェンジズ・エヴリシング Time Changes Everything（2002年） #17 UK[10]
- マーシャルズ・ハウス Marshall's House（2004年）
- リアム・ギャラガー & ジョン・スクワイア Liam Gallagher & John Squire（2024年）(リアム・ギャラガーとのコラボレーション)

### シングル
- Joe Louis（2002年） #43 UK[10]
- Room In Brooklyn（2004年） #44 UK[10]

### ライブ盤、EP
- タイム・チェンジズ・エヴリシング・ライヴEP（日本のみ、2003年）